# Cazoulès
Cazoulès korábbi község Franciaországban, Dordogne megyében. Lakosainak száma 450 fő (2019. január 1.). Cazoulès Pechs-de-l’Espérance községgel határos.
2022. január 1-jén Orliaguet és Peyrillac-et-Millac korábbi községgel egyesült és az így létrejött Pechs-de-l’Espérance új község része lett.

## Népesség
A település népességének változása:
| Lakosok száma | 307  | 327  | 397  | 436  | 436  | 470  | 469  | 474  | 454  | 450  |
|               | 1968 | 1975 | 1990 | 1999 | 2006 | 2013 | 2015 | 2016 | 2018 | 2019 |